# Багров, Иван Игнатьевич
Иван Игнатьевич Багров (1923 — 2014) — директор совхоза, Герой Социалистического Труда (1981).

## Биография
Родился 12 сентября 1923 года в деревне Максимцы (ныне — Краснохолмский район Тверской области). С 1940 года жил в Амурской области, работал в колхозе.
Участвовал в боях Великой Отечественной войны.
После демобилизации вернулся в Амурскую область, окончил там семь классов школы, после чего работал в совхозе «Волковский» бригадиром, управляющим отделением, директором.
С 1961 года возглавлял совхоз «Пограничный» Константиновского района Амурской области. Окончил сельхозшколу и сельхозинститут.
Под его руководством совхоз стал одним из лучших в регионе, и особо отличился во время десятой пятилетки, более чем в два раза превысив план по сдаче хлеба государству.
Указом Президиума Верховного Совета СССР от 13 марта 1981 года «за выдающиеся успехи, достигнутые в выполнении заданий десятой пятилетки и социалистических обязательств по увеличению производства и продажи государству продуктов земледелия и животноводства» был удостоен звания Героя Социалистического Труда с вручением ордена Ленина и медали «Серп и Молот».
В 1999 году вышел на пенсию. Жил в Благовещенске. Умер в 2014 году.
Заслуженный агроном РСФСР. Награждён двумя орденами Ленина, орденами Отечественной войны 2-й степени, Трудового Красного Знамени и «Знак Почета», рядом медалей.